# التهاب باطن المقلة
التهاب باطن المقلة (بالإنجليزية: Endophthalmitis)‏ هو التهاب يصيب التجويف الداخلي للعين وينتج عادةً عن العدوى. يعد إحدى المضاعفات المحتملة لجميع العمليات الجراحية داخل العين، وخاصة جراحة الساد، وقد يؤدي إلى فقد البصر أو فقد العين نفسها. يمكن أن تحدث العدوى بسبب البكتيريا أو الفطريات، وتصنف على أنها خارجية (العدوى التي تحدث عن طريق التلقيح المباشر مثل الجراحة أو الرض النافذ)، أو داخلية (الكائنات الدقيقة التي تحملها الأوعية الدموية إلى العين من موقع آخر للعدوى). تشمل الأسباب الأخرى غير المعدية السموم وردود الفعل التحسسية والأجسام الغريبة المحصورة داخل العين. يعتبر الحقن داخل الخلط الزجاجي سببًا نادرًا، ويقدر معدل الإصابة عادةً بأقل من 0.05%.

## العلامات والأعراض
تتواجد عادةً سوابق جراحة حديثة في العين أو تعرض العين لرض نافذ. تشمل الأعراض الألم الشديد وفقدان الرؤية والاحمرار الشديد في الملتحمة. قد يظهر الغمير القيحي ويجب البحث عنه عند الفحص بواسطة المصباح الشقي. قد يتظاهر الالتهاب في البداية بـ «علامة النقطة السوداء» (علامة مارتن فارينا)، إذ يبلغ للمرضى عن وجود منطقة صغيرة من فقدان الرؤية تشبه نقطة سوداء أو ذبابة.
يجب فحص العين عند وجود إصابة بداء المبيضات الجهازي، إذ ينتهي نحو 3% من حالات عدوى الدم الفطرية بالتهاب باطن المقلة.

### المضاعفات
- التهاب العين الشامل: يتطور الالتهاب ليشمل كامل طبقات العين.[3]
- قرحة القرنية.
- التهاب الهلل المحجري.
- ضعف الرؤية.
- فقد كامل للرؤية.
- فقدان هيكل العين.
- القلع.

## السبب
- الجراثيم: النيسرية السحائية والمكورات العنقودية الذهبية والعنقودية البشروية والمكورات الرئوية وأنواع أخرى من العقديات والبروبيونية العدية والزائفة الزنجارية والعصيات سلبية الغرام الأخرى.
- الفيروسات: المبيضات بأنواعها والفوزاريوم.
- الطفيليات: المقوسات الغوندية والتوكسوسيرا.[4]

يحدث التهاب باطن المقلة المتأخر غالبًا بسبب البروبيونية العدية.
لا تتواجد الكائنات المسببة في جميع الحالات. قد ينشأ التهاب باطن المقلة بطرق عقيمة تمامًا، مثل الالتهاب الناتج عن رد فعل تحسسي لدواء يُطبق داخل الخلط الزجاجي.

## التشخيص
يوضع التشخيص عبر إجراء اختبار الأحياء الدقيقة وتفاعل البوليميراز المتسلسل واختبار التفريق بين متلازمة القطعة الأمامية السمية والتهاب باطن المقلة الخمجي.

## الوقاية
سعت مراجعة خاصة بمؤسسة كوكرين إلى تقييم آثار الوقاية بالمضادات الحيوية في الفترة المحيطة بالجراحة من حدوث التهاب باطن المقلة بعد جراحة الساد. أظهرت المراجعة دليلًا قويًا على أن حقن المضادات الحيوية مثل السيفيوروكزيم في العين في نهاية الجراحة تقلل من احتمال الإصابة بالتهاب باطن المقلة. أظهرت المراجعة أيضًا دليلًا معتدلًا على أن مشاركة قطرات المضاد الحيوي للعين (ليفوفلوكساسين أو كلورامفينيكول) مع حقن المضاد الحيوي (سيفيوروكزيم أو بنسلين) قد تقلل من احتمال حدوث التهاب باطن المقلة مقارنة بالحقن أو قطرات العين وحدها. أظهرت دراسات منفصلة من البحث أن حقن البنسلين حول العين مع تطبيق قطرات الكلورامفينيكول وسوفاديمدين، وحقن السيفيوروكزيم داخل غرفة العين مع الليفوفلوكساسين الموضعي أدى إلى تقليل مخاطر الإصابة بالتهاب باطن المقلة بعد جراحة الساد.
مع ذلك، لا تبدي المضادات الحيوية أي فعالية في حالة الحقن داخل الخلط الزجاجي. أظهرت الدراسات عدم وجود فرق في معدلات الإصابة سواء استُخدمت المضادات الحيوية أم لا، وذلك عند الحقن داخل الخلط الزجاجي. ثبت أن تطبيق محلول البوفيدون واليود قبل الحقن هو الطريقة الوحيدة للوقاية باستخدام المضادات الحيوية في هذه الحالة.

## العلاج
يحتاج المريض إلى فحص عاجل من قبل أخصائي عيون، ويفضل أن يكون أخصائيًا في الشبكية والخلط الزجاجي، ويقرر عادة التدخل العاجل وحقن المضادات الحيوية القوية داخل الخلط الزجاجي. تُعتبر حُقن الفانكومايسين (لقتل الجراثيم إيجابية الغرام) والسيفتازيديم (لقتل الجراثيم سلبية الغرام) روتينية. قد تمتلك المضادات الحيوية أثرًا سلبيًا على شبكية العين بالتراكيز العالية، ولكن تدل الحقائق على أن حدة البصر تزداد سوءًا لدى 65% من مرضى التهاب باطن المقلة ويزداد الإنذار سوءًا كلما طالت مدة الإصابة دون علاج، ما يجعل التدخل الفوري أمرًا ضروريًا. قد يحتاج مرضى التهاب باطن المقلة أيضًا إلى جراحة عاجلة (استئصال الجزء المسطح من الخلط الزجاجي)، وقد يتطلب الأمر استئصال المقلة للقضاء على العدوى الشديدة والمستعصية والتي قد تنتهي بعين عمياء ومؤلمة.
يمكن حقن الستيروئيدات داخل الخلط الزجاجي إذا كانت الحساسية هي العامل المسبب.
وجد أن العلاج المشترك بالستيروئيدات والمضادات الحيوية يحسن النتائج البصرية لدى المرضى المصابين بالتهاب باطن المقلة الحاد، وذلك مقارنةً بالمرضى الذين عولجوا بالمضادات الحيوية فقط، ولكن لم يُعرف أي تقدم في حل التهاب باطن المقلة الحاد.